# Абдуллах Джамалі
Абдуллах Джамалі (араб. عبد الله جمالي нар. 23 травня 1992) — кувейтський футбольний арбітр. Арбітр ФІФА з 2019 року.

## Кар'єра
На міжнародному рівні дебютував як головний арбітр у товариському матчі між Саудівською Аравією та Екваторіальною Гвінеєю наприкінці березня 2019 року.
Судив матч Суперкубка Кувейту 2022 року між клубами «Аль-Арабі» та «Казма» (2:1).
2023 року відсудив у двох іграх групового етапу і півфіналі юнацького (U-20) Кубка Азії, а також одну гру на Кубку Перської затоки і був відеоарбітром на юнацькому чемпіонаті світу. Він також був одним з арбітрів на футбольному турнірі Ігор Південно-Східної Азії, що пройшли того ж року.
На початку 2024 року був призначений головним арбітром на Кубку Азії, де відсудив одну гру групового етапу.